# Max Maximilian
Max Maximilian (* 23. September 1885 in Köln als Franz Kuhn; † 21. Juni 1930 in Berlin) war ein deutscher Sänger, Schauspieler und Regisseur.

## Leben und Wirken
Max Maximilian, mit bürgerlichem Namen Franz Kuhn, erhielt zu Beginn des 20. Jahrhunderts eine Schauspiel- und Gesangsausbildung. Sein Debüt gab er am 20. Oktober 1905 am Stadttheater in Passau im Fach Operette. 

„Als erste Operettenaufführung ist für Freitag, den  20., „Das süße Mädel“ angesetzt. In der Titelpartie gastiert Fr. Margit Deley; außerdem debütiert Frl. Margit von Habdank und der 1. Tenor Herr Max Maximilian.“

1906 wechselte er ans Studienhaus Coburg, 1907 nach Pirmasens, 1908 ans Meininger Residenztheater, 1909 als Sänger an die Operette des Bochumer Stadttheaters. 1910 folgte er einem Ruf nach Speyer, 1911 nach Wittenberge, wo er auch als Regisseur Stücke inszenieren durfte, und 1912 nach München, wo er bis 1914 blieb und ebenfalls als Regisseur und Schauspieler nachzuweisen ist.
Zur gleichen Zeit, in den letzten Jahren vor Ausbruch des Ersten Weltkriegs, wandte sich Max Maximilian intensiv dem neuen Medium Film zu. Dort deckte er die gesamte Palette der Nebenrollen ab: er spielte Väter und subalterne Dienstleistende, Seeleute und Bergarbeiter, zwielichtige Gestalten und Polizei-Gendarmen. In den 20er Jahren arbeitete Maximilian beim Film auch gelegentlich als Regieassistent (z. B. 1922 bei Der Absturz) bzw. als Aufnahmeleiter (z. B. 1924 bei Garragan und 1926 bei Der Student von Prag).

## Filmografie
- 1912: Eine verfehlte Spekulation
- 1913: Richard Wagner
- 1913: Junggesellen-Abschied
- 1913: In Vertretung
- 1913: Ihr guter Ruf
- 1913: Eine wässerige Geschichte
- 1914: Alexandra
- 1914: Wie Max das Eiserne Kreuz erwarb
- 1917: Feenhände
- 1919: Monica Vogelsang
- 1919: Rose Bernd
- 1919: So ein Mädel
- 1920: Ubo Thomsens Heimkehr
- 1920: Graf Stöckels Bekenntnisse
- 1924: Thamar, das Kind der Berge
- 1924: Garragan
- 1925: Die Verrufenen
- 1925: Der Wilderer
- 1926: Herbstmanöver
- 1926: Der Student von Prag
- 1926: Sünde am Weibe
- 1926: Menschen untereinander
- 1927: Brennende Grenze
- 1927: Das war in Heidelberg in blauer Sommernacht
- 1927: Die Sporck’schen Jäger
- 1927: Violantha
- 1927: Mata Hari
- 1927: Orientexpress
- 1927: Die große Pause
- 1927: Der Katzensteg
- 1927: Kleinstadtsünder
- 1927: Luther
- 1927: Die Welt ohne Waffen
- 1928: Der alte Fritz, 1. Teil: Friede
- 1928: Der Biberpelz
- 1928: Mary Lou
- 1928: Marter der Liebe
- 1928: Mädchenschicksale
- 1928: Zuflucht
- 1928: Großstadtjugend
- 1928: Moderne Piraten
- 1928: Die Carmen von St. Pauli
- 1928: Eva in Seide
- 1928: Unter der Laterne
- 1928: Hell in Frauensee
- 1928: Lemkes sel. Witwe
- 1928: Wolga-Wolga
- 1928: Herzog Hansl (Erzherzog Johann)
- 1929: Der Held aller Mädchenträume
- 1929: Frau im Mond
- 1929: Die Schleiertänzerin
- 1929: Morgenröte
- 1929: Rosen blühen auf dem Heidegrab
- 1929: Das Schiff der verlorenen Menschen
- 1929: Der Bund der Drei
- 1929: Geschminkte Jugend
- 1929: Was eine Frau im Frühling träumt
- 1929: Anschluß um Mitternacht
- 1929: Hochverrat
- 1930: Zeugen gesucht
- 1930: Der Tiger
- 1930: Besuch um Mitternacht (Kurzfilm)